# 그해 여름
"그해 여름"은 2006년에 개봉한 대한민국의 멜로 영화이다.

## 등장 인물

### 주요 인물
- 이병헌 : 윤석영 역
- 수애 : 서정인 역

### 그 외 인물
- 오달수 : 남균수 역
- 이세은 : 이수진 역
- 정석용 : 김만득 역
- 이혜은 : 엘레나 역
- 나기수 : 석영 부 역
- 밝남희 : 분교 교장 역
- 박채익 : 문우회 회원 역
- 김도균 : 문우회 회원 역
- 문영욱 : 문우회 회원 역
- 안상윤 : 문우회 회원 역
- 김준호 : 문우회 회원 역
- 조민우 : 문우회 회원 역
- 김래혁 : 문우회 회원 역
- 손인용 : 문우회 회원 역
- 박왕석 : 문우회 회원 역
- 김정하 : 수내리 아줌마 역
- 임지수 : 수내리 아줌마 역
- 김은영 : 수내리 아줌마 역
- 최지연 : 수내리 아줌마 역
- 김경희 : 콘돔 아줌마 역
- 권영국 : 수내리 아저씨 역
- 이형권 : 수내리 아저씨 역
- 오길주 : 수내리 아저씨 역
- 양재봉 : 수내리 할아버지 역
- 김경란 : 수내리 할머니 역
- 김하늘 : 수내리 소녀 역
- 박찬국 : 형사 2 역
- 이두경 : 형사 3 역
- 김상오 : 한전 사내 역
- 강진구 : 한전 직원 역
- 도영희 : 구멍가게 할머니 역
- 김동일 : 청운재 관리인 역
- 송정우 : 피디 역
- 강성숙 : 방송국 메인 작가 역
- 손현아 : 방송국 서브 작가 역
- 송지영 : 미팅녀 역
- 김영배 : 장기 노인 역
- 김기중 : 윤 교수 주치의 역
- 홍진욱 : 방송국 성우 / 라디오 드라마 남자 목소리 역
- 이승열 : 방송국 FD 역
- 서지연 : 라디오 드라마 여자 목소리 역
- 우지은 : 달착륙 중계 아나운서 역
- 김종문 : 사복형사 역
- 곽용 : 사복형사 역
- 최은석 : 사복형사 역
- 김광택 : 서울역 역무원 역

### 우정출연
- 김중기
- 최덕문 : 석영의 선배 역
- 조경철

### 특별출연
- 유해진 : 김 PD 역

## 수상
- 2007년 제15회 춘사영화상
  - 최우수작품상
  - 감독상 - 조근식
  - 남우조연상 - 오달수
  - 신인여우상 - 이세은
  - 음악상 - 심현정